# Csabacsüdy János
Csabacsüdy János (Szarvas, 1886. november 3. - Csabacsűd, 1939. november 21.) községi főjegyző.

## Életrajza
1886. november 3-án született Szarvason. Középiskoláit Szarvason végezte, Kolozsváron szerzett jegyzői képesítést. Közigazgatási tevékenységét Topánfalván kezdte meg, majd Kondoroson, Öcsödön, Szarvason folytatta és Csabacsűdön fejezte be. Tevékeny részese volt Csabacsűd település építésének, fejlesztésének.
Az I. világháborúból mint tartalékos százados szerelt le.
1939. november 21-én hosszú betegségből felépülés után, váratlanul hunyt el Csabacsűdön, 53 évesen.